# Валигуры
Валигуры (укр. Валігури) — село в Почаевской городской общине Кременецкого района Тернопольской области Украины.
Код КОАТУУ — 6123481002. Население по переписи 2001 года составляло 226 человек.

## Географическое положение
Село Валигуры находится на расстоянии в 1,5 км от села Будки и в 2-х км от села Комаровка.

## История
- 1480 год — дата основания.

## Объекты социальной сферы
- Клуб.